# ليونارد روي فرانك
ليونارد روي فرانك (بالإنجليزية: Leonard Roy Frank)‏ هو ناشط حقوق الإنسان أمريكي، ولد في 15 يوليو 1932، وتوفي في 15 يناير 2015.